# Tanja Schneider
Tanja Schneider, avstrijska alpska smučarka, * 19. februar 1974, Lienz.
Nastopila je na Olimpijskih igrah 2002, kjer je odstopila v superveleslalomu. Na svetovnih prvenstvenih je edinkrat nastopila leta 2001, ko je bila v isti disciplini šestnajsta. V svetovnem pokalu je tekmovala dvanajst sezon med letoma 1993 in 2004 ter dosegla štiri uvrstitve na stopničke. V skupnem seštevku svetovnega pokala se je najvišje uvrstila na deseto mesto leta 2000, ko je bila tudi šesta v smukaškem in superveleslalomskem seštevku.